# Salman, Akkuş
Salman là một xã thuộc huyện Akkuş, tỉnh Ordu, Thổ Nhĩ Kỳ. Dân số thời điểm năm 2010 là 4.023 người.